# Belaganahallikaval, Heggadadevankote
Belaganahallikaval là một làng thuộc tehsil Heggadadevankote, huyện Mysore, bang Karnataka, Ấn Độ.